# Curatella
Genre
Curatella est un genre de plantes de la famille des Dilleniaceae. 

## Liste d'espèces
Selon Catalogue of Life (6 août 2014), GRIN (6 août 2014) et The Plant List (6 août 2014) :
- Curatella americana L.

Selon Tropicos (6 août 2014) (Attention liste brute contenant possiblement des synonymes) :
- Curatella alata Vent.
- Curatella americana L.
- Curatella anomola Taub.
- Curatella cambaiba A. St.-Hil.
- Curatella coriacea (Mart. & Zucc.) Benoist
- Curatella glabra Spruce
- Curatella glazioviana Gilg
- Curatella glaziovii Gilg
- Curatella grisebachiana Eichler